# Малиновка (Ровненская область)
Малиновка (укр. Малинівка) — село, входит в Гощанскую поселковую общину Ровненского района Ровненской области Украины.
Население по переписи 2001 года составляло 713 человек. Почтовый индекс — 35422. Телефонный код — 3650. Код КОАТУУ — 5621285101.